# Pomana porcului
Pomana porcului este un vechi obicei care constă în oferirea unei mese de mulțumire pentru ajutorul primit la tăierea porcului de la rude, vecini și prieteni, după terminarea treburilor de către gazdă.
Înaintea sărbătoririi Nașterii Domnului Iisus Hristos, de Ignat, gospodarii creștini obișnuiesc să taie porcul crescut întregul an, în vederea obținerii cărnii și a preparatelor din carne necesare praznicului Nașterii Domnului. 
După terminarea tăierii, sortării și preparării specialităților din carnea de porc, gazda casei îi invită la masă pe toți oamenii care au ajutat la tăierea porcului. Felul de mâncare tradițional, numit Pomana porcului, este obținut prin prăjirea bucăților de carne (bucăți de mușchi, ficat, slănină, coastă, falcă, reprezentând toate părțile animalului sacrificat) în grăsime. Tradițional masa se așează afară după spălarea și curățarea tuturor urmelor sacrificiului sau ale procesului de preparare a cârnaților, caltaboșilor, tobei, etc. Se mănâncă în picioare și alături de mâncare se servește țuică tradițională sau rachiu de cazan.